# Všeliby (Samšina)
Všeliby je malá vesnice, část obce Samšina v okrese Jičín. Nachází se asi 1 km na severovýchod od Samšiny, při potoce Žehrovka. V roce 2014 zde bylo evidováno 7 adres. V roce 2001 zde trvale žilo 18 obyvatel.
Všeliby leží v katastrálním území Drštěkryje o výměře 2,55 km2.